# ジープトレイン

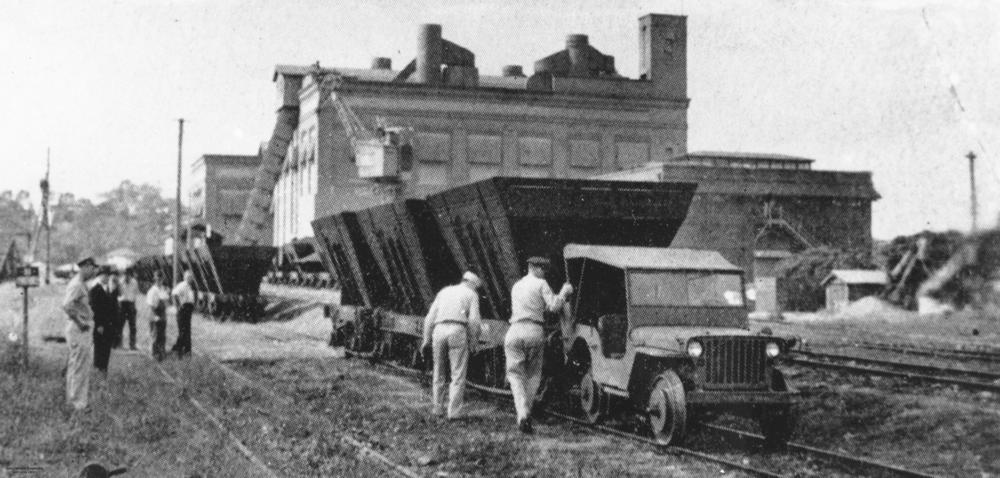
第二次世界大戦中に空の石炭ホッパーを運搬するジープ

ジープトレイン（英語: Jeep Train）とは、自動車のジープを用いて、鉄道の線路上を移動できる乗り物（軌陸車）である。陸上輸送と同様に、貨車（或いはトロッコ）を連結でき、運搬することができる。
ジープは第二次世界大戦中のアメリカ合衆国に登場し、連合国軍に用いられたが、タイヤを鉄輪に取り換えることで軌道上を走ることができた。第二次世界大戦中、ジープトレインはヨーロッパ戦線や、太平洋戦争（大東亜戦争）で用いられ、例えばビルマ戦線でも、ミッチーナーとモガウン間の輸送で用いられた。
太平洋戦争でオーストラリア軍はボルネオ島のデルタ地帯に道路が敷設できないため、使われなくなった鉄道にジープトレインを走らせた。日本軍の反撃を警戒しながらの運行なので、時速は30キロ程度（20マイル）を超えることは滅多になかったという。また、ボルネオにいた元オーストラリア兵の画家William Pidgeon (W. E. Pidgeon) は、手紙の中でジープトレインを紹介した際に、蒸気機関車が破壊されて修理中だったと書いている。日本兵の証言によると、ジープトレインは連合国軍に降伏した日本兵（捕虜）の移送にも用いられた。
戦後、ジープトレインは観光地などでも用いられた。また、線路上ではなく、陸上走行（もしくは路面走行）を行うジープで貨車を牽引する場合もジープトレインと呼び、これも観光などに用いられている。
ここまでに記述された、ジープのホイールを鋼鉄フランジ形に交換しただけの物の他に、軌道には直角に乗り入れた後に車体進行方向と直交する床下に取り付ける軌道走行専用の、昇降式台車が存在し、新三菱重工時代のCJ-3Bユニバーサル・ジープから三菱自動車J-3Rまでは、PTOアタッチメントのひとつとして用意されていた。車体が横方向に走行するという奇異な方式が存在した理由は、踏み切りや操車場などの専用施設以外の、軌道のいかなる場所からでも乗り入れが可能だったこと、日本国など狭軌主体の鉄道網では、ジープ本体の車軸に1067ミリゲージの大径車輪を収められないもののジープの車体長が３．４ｍ程度で鉄道の幅限界をぎりぎり下回ったこと、ステアリング機構を残したままでの鉄路走行の安定性が未検証であったことなどが挙げられる。単線区間を信号管制なしで走行する場合、対向の同型ジープや正規鉄道車両と行き合った場合に、容易に軌道を離脱して交換ができるという利点もある。

資料
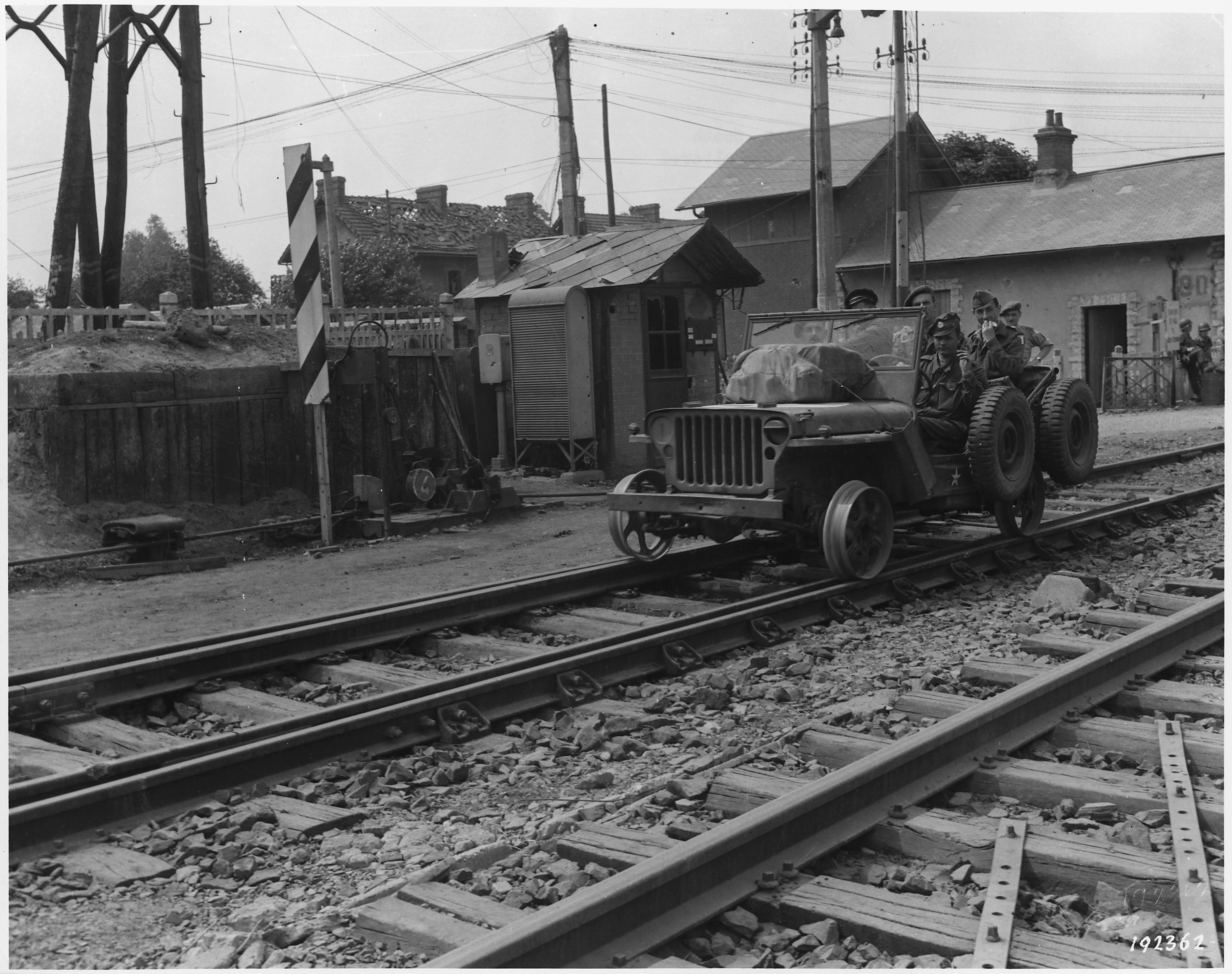
1944年夏、フランス。ノルマンディー上陸後の連合国軍のジープ。
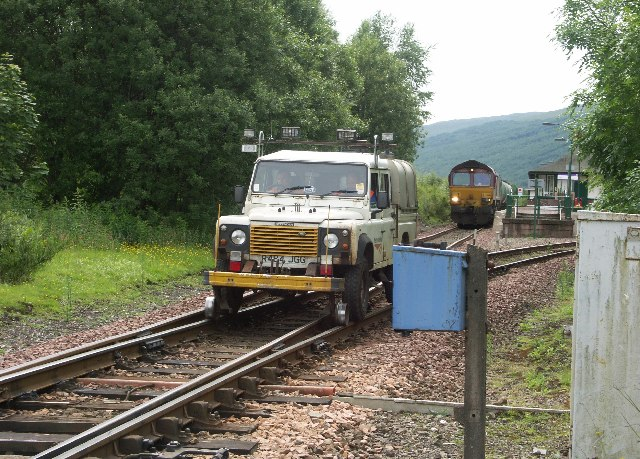
現代も使われる四輪駆動車の軌陸車(2005年)
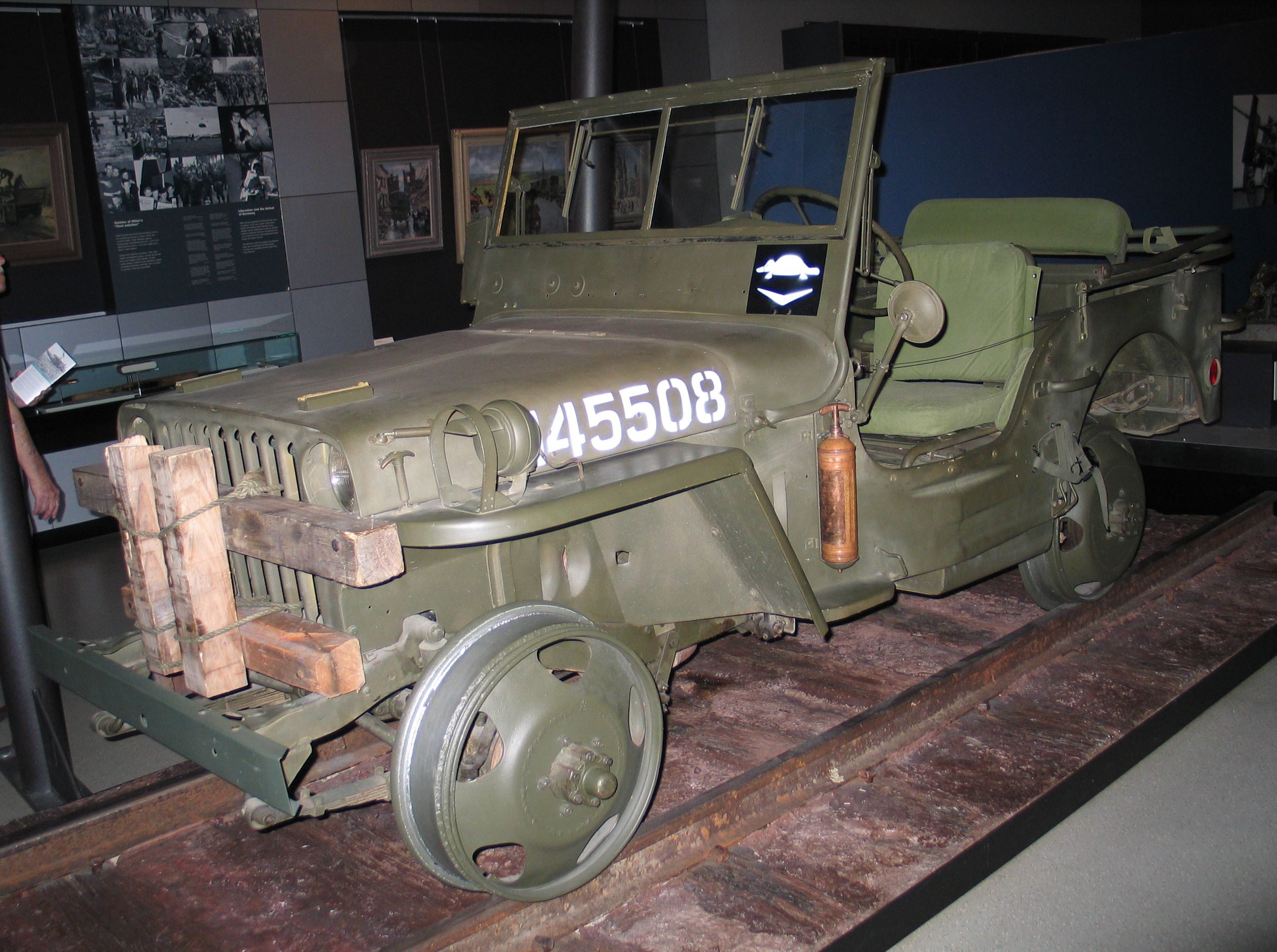
オーストラリア戦争記念館の展示
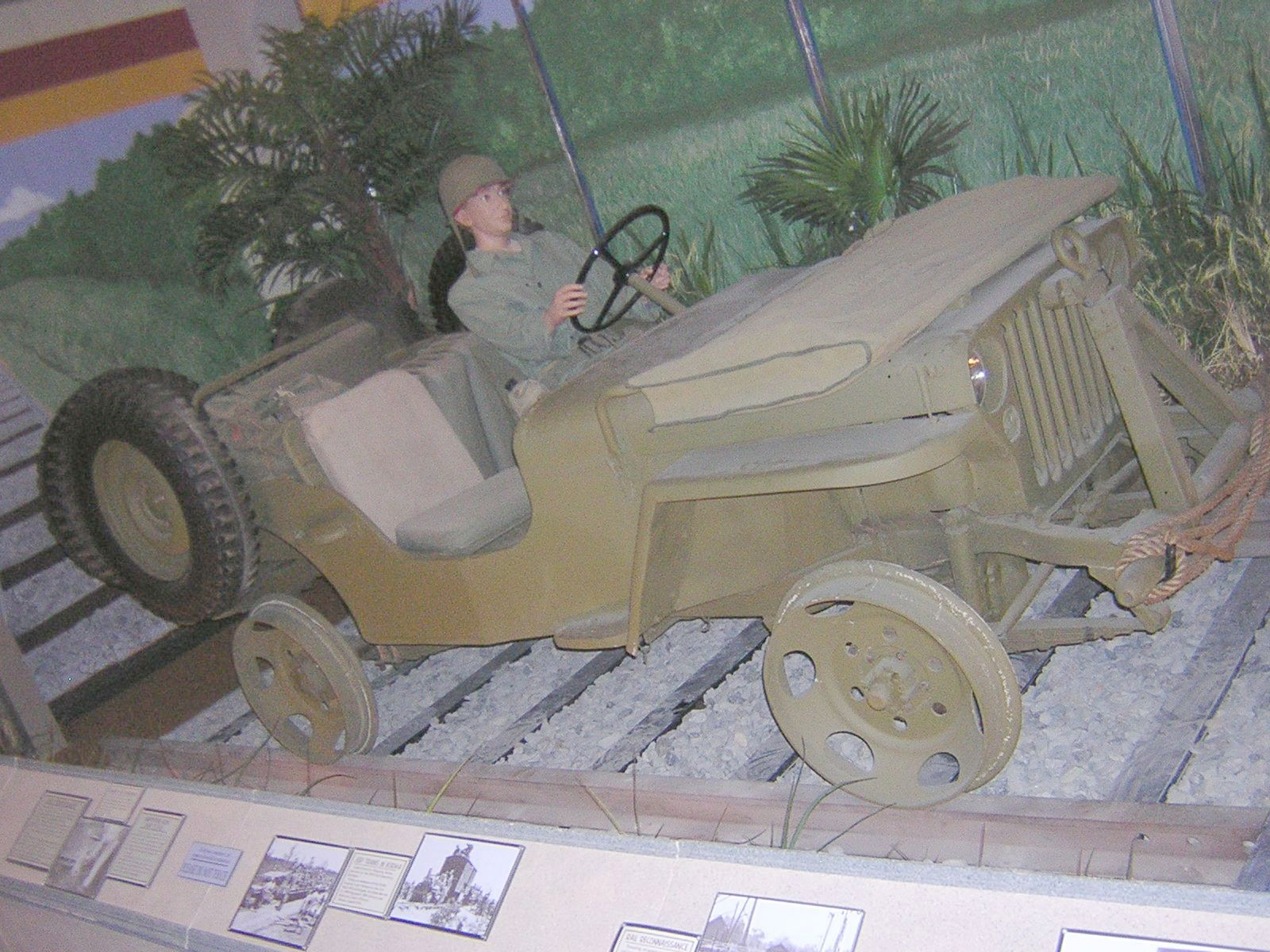
U.S. Army Transportation Museum（英語版）の展示
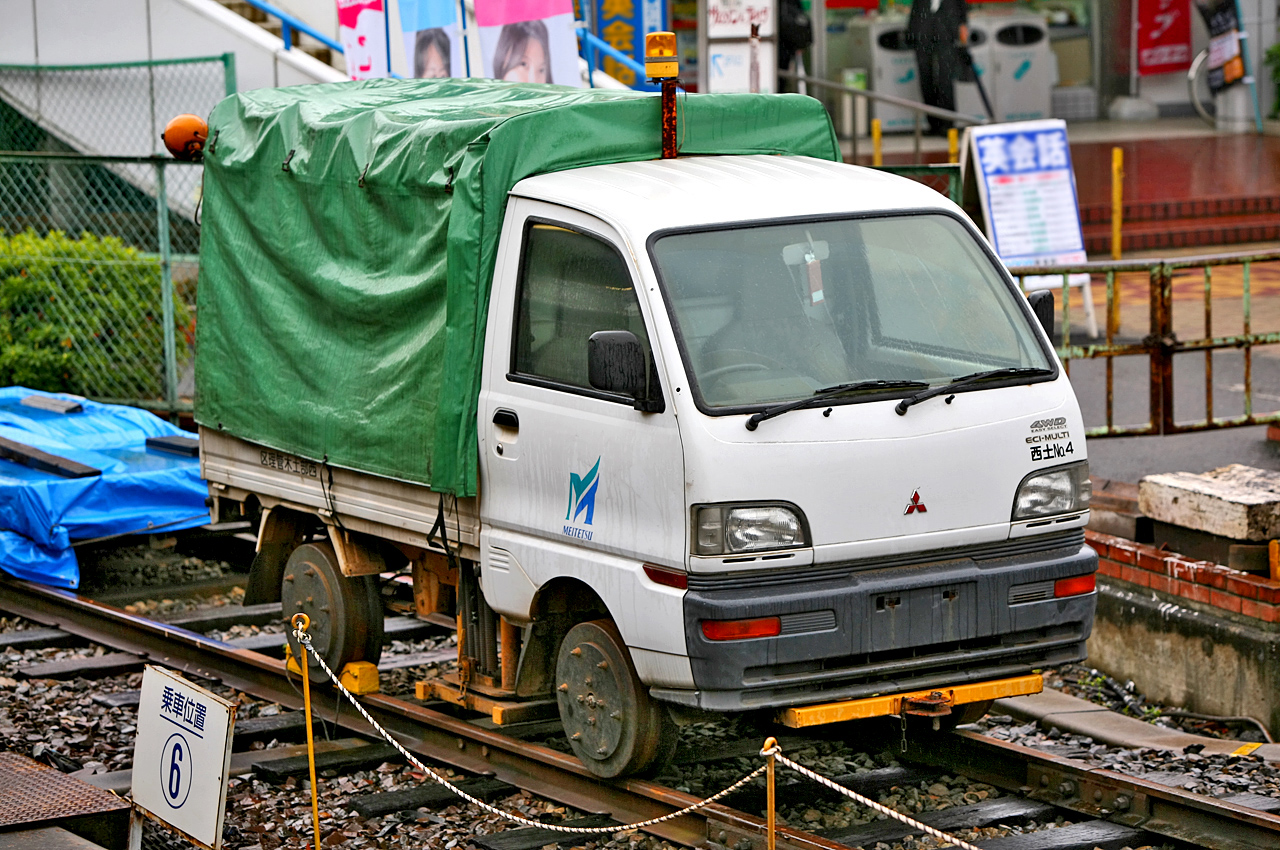
(参考)ジープトレインと同様の手法で制作された三菱・ミニキャブベースの保守用車両(名古屋鉄道)